# Витулин (акционерное общество)
Акционерное общество "Витулин" — дореволюционная российская (впоследствии - польская) производственная компания. Штаб-квартира компании находилась в Варшаве.

## История

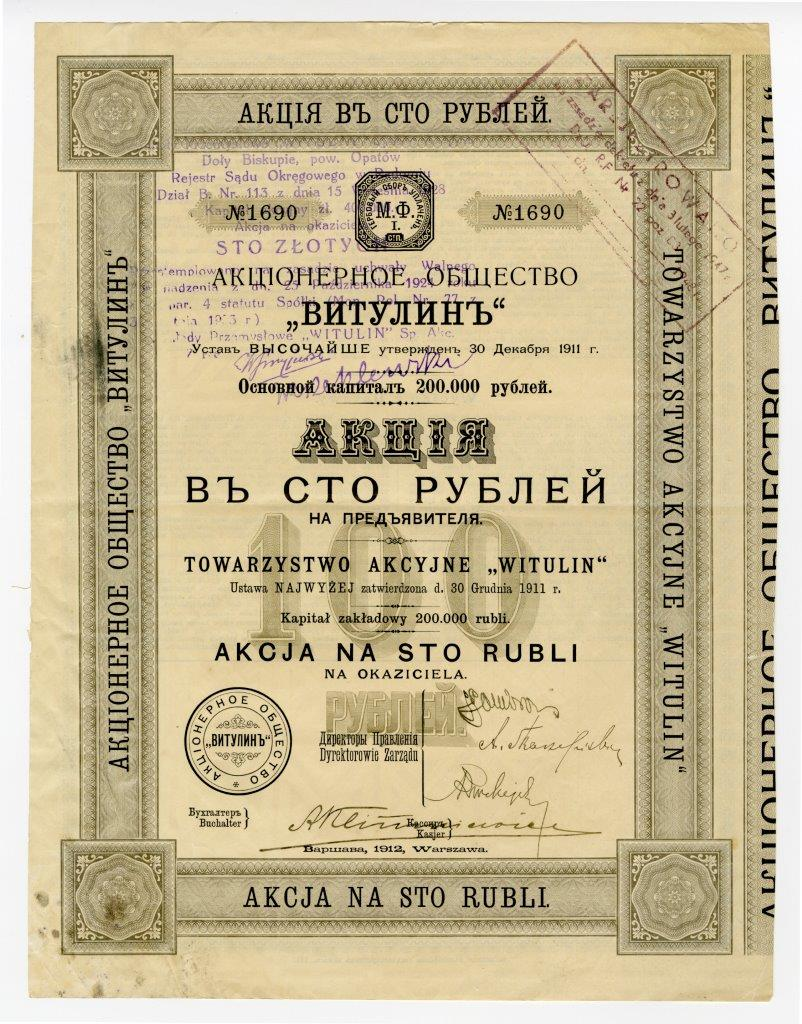
Акция в 100 руб. на предъявителя Акционерного общества "Витулин". Варшава, 1912 г.

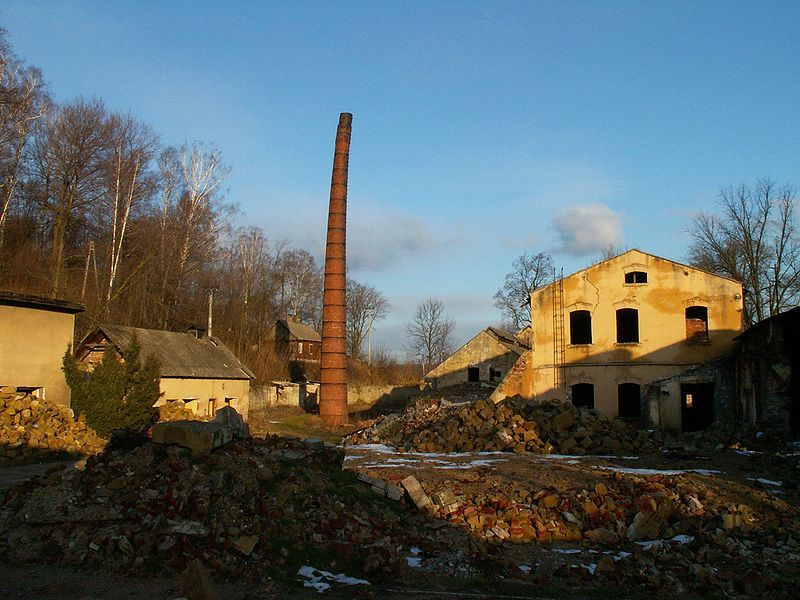
Руины фабрики АО "Витулин" после разрушительного наводнения

Компания основана в конце 1911 года, в эпоху небывалого роста промышленного производства Империи накануне I Мировой войны.. Фабрика по производству картона, потребности в котором значительно увеличились в начале XX в., была заложена польским предпринимателем Яном Гомбровичем с женой Антониной Марселиной Котковской - родителями известного польского писателя Витольда Гомбровича. Уменьшительно-ласкательное производное от имени "Витольд" и дало название акционерному обществу - Witulin.
Основной капитал акционерного общества "Витулин", согласно Высочайше утвержденному 30 декабря 1911 г. Уставу компании составлял 200 тыс. руб., поделенных на 2000 акций в сто рублей каждая.
Картонная фабрика "Витулин" в городе Островец-Свентокшиский на берегу реки Висла на юго-востоке Польши просуществовала вплоть до начала 90-х гг. минувшего столетия, после чего была продана предпринимателям из Гданьска. Являвшиеся памятником промышленной архитектуры фабричные корпуса "Витулина" в 2001 гг. получили значительные разрушения в ходе крупного наводнения, произошедшего в июле 2001 г.